# Fundação Nacional de Pesquisa da África do Sul
A Fundação Nacional de Pesquisa da África do Sul (em inglês: National Research Foundation of South Africa) é a agência intermediária entre as políticas e estratégias do governo da África do Sul e as instituições de pesquisa da África do Sul.